# Phuphena transversa
Phuphena transversa là một loài bướm đêm trong họ Noctuidae.